# Dáat
Daat o Daas ("Conocimiento", idioma hebreo: דעת) es una sefiráh que se sitúa encima y entre Jojmá y Biná. Es el enclave, estado místico, en el que las diez sefirot se unen en una misma esfera. Ella depende de Jojmáh y Bináh. También es considerada como la imagen de Tiféret y del abismo, el caos aleatorio del pensamiento. Daat es la sefiráh que tenemos que realizar en los cuatro mundos si queremos conocer al Padre cara a cara hemos de alcanzar la unión con el Espíritu.

En el Daat rectificado, la sabiduría interna (esoterismo) y la sabiduría externa (exoterismo) se abrazan y se ayudan mutuamente
Nadav Hadar Crivelli

Las Sefirot están descritas en el número perfecto correspondiente al 10, como se dice: “10 y no 9… 10 y no 11” y el Sefer Yetzirah ya se ha expresado en estos términos.  ¿Por qué entonces la Sefirá Da'at puede ser considerada 'la undécima' sin contradecir la Cabalá antigua y proféticamente transmitida?  Da'at significa "conocimiento" y es considerado como un canal a través del cual los demás pueden adherirse unos a otros; en particular, la sabiduría, la inteligencia y el conocimiento representan una especie de tríada interconectada.

Rabino Menachem Mendel de Shklov: "Y diré correctamente lo que escuché explícitamente de la boca santa, es decir, que el Gaon de Vilna nunca interpretó un verso difícil si no conocía su significado secreto, y que lo vistió con el sentido simple del verso"

Jojmáh es, pues, la apercepción original del pensamiento, lo es potencialmente hasta la revelación del objeto de investigación intelectual (Bináh) tal como se reconoce en el conocimiento, es decir, Daat.